# Anagyrus abyssinicus
Anagyrus abyssinicus är en stekelart som beskrevs av Compere 1939. Anagyrus abyssinicus ingår i släktet Anagyrus och familjen sköldlussteklar.
Artens utbredningsområde är:
- Eritrea.
- Etiopien.
- Ghana.

Inga underarter finns listade i Catalogue of Life.